# Josh Freese
Josh Freese (Orlando, Florida, 1972. december 25. –) amerikai dobos és dalszerző.

## Háttér
Josh Freese 1972 karácsonyán Florida államban született, de 6 hónapos korától kezdve Dél-Kaliforniában élt. Mivel zenélő családban nőtt fel (az apja vezette a Disneyland Band zenekart, az anyja klasszikus zongorista volt), már kiskorától kezdve zene vette körül, 7 vagy 8 éves kora körül kezdett dobolni. 12 évesen kezdett profi szintet játszani (a Disneyland egyik Top 40 zenekarában), majd 15 évesen kezdett turnézni és lemezeket felvenni először a Dweezil Zappa, később a The Vandals zenekarokkal. Az 1990-es évek elején Freese tagja volt az újraalakult Simpletones zenekarnak, az eredeti felállásból Richard "Snickers" Scott vezetésével, akinek saját szerzeményei közt szerepel a tinédzser szerelem himnusza, az „I Have A Date” is, amely később a The Vandals által vált népszerűvé. Josh-nak van egy öccse, Jason Freese, aki olyan művészek mellett billentyűs, mint a Green Day, Jewel, a Goo Goo Dolls, Liz Phair és Dr. Dre. Jelenleg Josh még a The Vandals, a Devo és az A Perfect Circle zenekarok tagja. Josh Freese számos elismert művésszel is dolgozott együtt az elmúlt 10 évben, folyamatosan session dobosként, időnként ideiglenes helyettesítőként.

## Stúdiózenész
Amellett, hogy az A Perfect Circle, a The Vandals és a Devo állandó tagja, Josh Freese elsősorban professzionális stúdió dobos, több mint 2500 lemezen működött közre, többek közt olyan művészekén, mint: Paul Westerberg, Chris Cornell, a Suicidal Tendencies, Juliana Hatfield, Mike Ness, Tracy Bonham, a The Offspring és a Guns N’ Roses. (A részletes listát lásd a Diszkográfia részben.) Josh jelenleg a Kalifornia állambeli Long Beachben él barátnőjével, közös fiukkal, és egy kisbabát novemberre is várnak.

## Szóló
1998-ban Freese szóló munkába kezdett, amely során néhány saját maga által írt és előadott (basszusgitár, gitár, billentyűsök és ének) számot rögzített. A végeredmény a 6 dalból álló Destroy The Earth As Soon As Possible c. EP-n hallható, amely 'Princess' művésznév alatt jelent meg a T.O.N/Stone Lizard lemezkiadónál. 2000-ben a „Caffeine and Vaseline” és a „Rock N' Roll Chicken” c. dalokat felfrissítették a teljes hosszúságú The Notorious One Man Orgy c. album számára, amely ezúttal Freese saját neve alatt jelent meg. A 12 dalból álló kifejezett pop-punk album 2000-es kiadásában a Kung Fu Records lemezcég működött közre. Olyan vendégszereplőkkel, mint Stone Gossard, Warren Fitzgerald, Michael Ward, Lyle Workman és testvére, Jason, a N.O.M.O. erősen pop-punk jellegű zenei betekintést nyújt abba, hogy milyen is napi szinten Josh Freese-nek lenni.

## Jelenlegi munkák
Freese 1997-től 2000-ig a Guns N’ Roses tagja volt, Matt Sorumot váltva fel. Ő vette fel az „Oh My God” c. dalt az Ítéletnap filmzene számára, valamint a 2008-ban megjelent Chinese Democracy albumhoz is rögzített anyagokat. 2000-ben hagyta ott a zenekart, Bryan Mantia váltotta fel. Néhányan úgy tartják, hogy Freese hivatalosan nem volt a zenekar tagja, és hogy csak stúdiózenész volt. Tény viszont, hogy aláírt szerződése volt a zenekarral.
Freese 1989 óta a The Vandals nevű punk zenekar tagja, és azóta az összes albumukon ő játszott a 2000-es Look What I Almost Stepped In… címűn kívül, amelyen a jelenlegi Bad Religion dobos, Brooks Wackerman helyettesítette, Freese elfoglaltságai miatt az A Perfect Circle-lel. 2003-ban a The Vandals megjelentetett egy koncert DVD-t a Kung Fu Records The Show Must Go Off c. sorozata részeként. A DVD a Josh Freese rajongók számára azért különösen érdekes, mert a felvételek során alkalmaztak egy Josh Freese-kamerát is, vagyis egy olyan kamerát, amely a teljes koncert alatt Freese-t vette, valamint egy beépített képen Freese lábdob pedálja is végig látható. A zenekar mostanában kezd dolgozni egy 2006-ban megjelenő új albumon.
Freese az első album óta az A Perfect Circle zenekar tagja, és Maynard James Keenan ill. Billy Howerdel mellett őt tartják a harmadik oszlopos tagnak. 2006-ban a zenekar működése „szünetel”.
2005 októberében Freese az őszi Nine Inch Nails turnén lépett fel dobosként Jerome Dillon egészségi problémái miatt. 2006-ban is ő maradt a Nine Inch Nails koncertzenekarának dobosa, és csatlakozni fog a zenekarhoz a 2007-es téli európai turnén is. 
Freese részt vett Sting "Broken Music" c. turnéján 2005 áprilisában Dominic Miller és Shane Fontayne gitárosokkal együtt. A turné április 1-jén vette kezdetét a Kalifornia állambeli San Jose-ben és április 30-án ért véget a New Jersey-beli Atlantic City-ben. Josh fellépett Stinggel a rekordokat döntögető "Live 8" koncerten is.
Josh Freese az utóbbi időben dob részeket játszott fel a Lostprophets harmadik albuma, a "Liberation Transmission" számára. Az összes részét felvette két nap alatt. Travis Barker lett volna eredetileg a session dobos a Lostprophets harmadik albumán, de a producer (Bob Rock) már korábban is dolgozott Josh Freese-zel, és inkább őt akarta session dobosnak az albumhoz.
Freese legutóbbi projektjét április 1-jén jelentették be, amikor arról szóltak a beszámolók, hogy Josh játszotta fel a dob részeket két új The Replacements számhoz, amelyek a jövőben megjelenő greatest-hits csomagban kapnak helyet.
Freese felvett dob részeket a Black Light Burns zenekarnak is, amelynek tagjai: Wes Borland (Limp Bizkit, Big Dumb Face), Danny Lohner (Nine Inch Nails) és Josh Eustis (Telefon Tel Aviv).
Josh dolgozik még az ex-Korn gitáros Brian Welch új albumán is, valamint játszik az ex-Face to Face énekes/gitáros Trever Keith-szel és a basszusgitáros Scott Shiflett-tel a Viva death zenekarban.
Freese 1996-tól a DEVO turnéinak állandó dobosa, az emlékezetes 2003-as japán koncertek kivételével.

## Felszerelés
- Drum Workshop dobok, pedálok és hardware
- Paiste cintányérok
- Remo dobbőrök
- Vater dobverők

## Diszkográfia
- 3 Doors Down – Away from the Sun
- A Perfect Circle – eMOTIVe
- A Perfect Circle – Mer De Noms
- A Perfect Circle – aMOTION
- A Perfect Circle – Thirteenth Step
- Abandoned Pools – Humanistic
- All Day – First EP
- Avril Lavigne – Under My Skin
- Bic Runga – Drive
- Black Light Burns – Cruel Melody
- Bob és Mark Mothersbaugh – "200 szál cigi" filmzene
- Boxing Gandhis – Howard
- Buffy, a vámpírok réme – Once More, with Feeling filmzene
- Chris Cornell – Euphoria Morning
- Cinematic (következő lemez)
- Crumb – Romance Is A Slowdance
- Crumb – Seconds, Minutes, Hours
- Danny Elfman – Pokolsztráda filmzene
- Desert Sessions – Vol. 9&10
- Devo – Pioneers Who Got Scalped
- DEVO – "Tank Girl" filmzene
- Dweezil Zappa – Confessions
- Emm Gryner – Public
- Evanescence – Fallen
- F.Y.P. – Toys That Kill
- Flying Traps (különböző dobosok)
- Good Charlotte – The Young & the Hopeless
- Gordon
- Guns N’ Roses "Ítéletnap" filmzene
- Hayden – The Closer I Get
- Hoku – Hoku
- Infectious Grooves – Sarsippius' Ark
- Institute – Distort Yourself
- Jamie Blake
- John Doe – Freedom Is
- Josh Freese – The Notorious One Man Orgy
- Juliana Hatfield – Only Everything
- Kelly Clarkson -Thankful
- Kelly Clarkson – Breakaway
- Lazlo Bane – Short-Style
- Lazlo Bane – Transistor
- Leona Naess – Comatised
- lostprophets – Liberation Transmission
- Magnapop – Rubbing Doesn't Help
- Mary Lou Lord – Got No Shadow
- Mary Lou Lord – Martian Saints EP
- Maypole – Product
- Meredith Brooks – Blurring the Edges
- Mike Ness – Cheating At Solataire
- Nash Kato – Debutante
- New Radicals – Maybe You've Been Brainwashed Too
- Palo Alto (következő lemez)
- Paul Westerberg – 14 Songs
- Paul Westerberg – Eventually
- Paul Westerberg – Suicaine Gratifaction
- Poe (következő lemez)
- Possum Dixon – Star Maps
- Princess – Destroy Earth As Soon As Possible
- Queens of the Stone Age – Lullabies to Paralyze („In My Head”)
- Rhett Miller – The Instigator
- Rickie Lee Jones – Ghosty Head
- Rob Zombie – "Mission: Impossible 2." filmzene
- Rob Zombie – "Educated Horses"
- School Of Fish – Human Cannonball
- Seether – Disclaimer
- Seether – Disclaimer II
- Seo Taiji – 6th Album Re-Recording and ETPFEST Live
- "A halál napja" filmzene
- Shawn Mullins – First Ten Years
- Static-X – Shadow Zone
- Sting – Live 8 Music Relief Concert DVD
- Suicidal Tendencies – Art of Rebellion
- Taxi Ride
- Tender Fury – If Anger Was Soul…..
- The Calling – Two
- The Daredevils – Hate You
- The Dwarves – The Dwarves Must Die
- The Format – Interventions and Lullabyes
- The Indigo Girls – Shaming Of The Sun
- The Lovemakers – Times of Romance
- The Martinis – Smitten
- The Offspring – Splinter
- The Summer Obsession – This Is Where You Belong
- The Vandals – Fear of a Punk Planet
- The Vandals – "Glory Daze" filmzene
- The Vandals – Hitler Bad, Vandals Good
- The Vandals – Hollywood Potato Chip
- The Vandals – Live Fast, Diarrhea
- The Vandals – Oi to the World!: Christmas With the Vandals
- The Vandals – Sweatin' to the Oldies: The Vandals Live
- The Vandals – The Quickening
- The Vandals – Internet Dating Superstuds
- The Vandals – Hollywood Potato Chip
- The Veronicas – The Secret Life Of…
- The Wailing Souls – Psychedelic Souls
- Ween – Quebec
- Thermadore – Monkey On Rico
- Tommy Stinson – Village Gorilla Head
- Tracy Bonham – Down Here
- Tracy Bonham – The Burdens Of Being Upright
- Wayne Kramer – The Hard Stuff
- Xtra Large – Now I Eat Them